# Bolitoglossa morio
Bolitoglossa morio es una especie de salamandra de la familia Plethodontidae, género Bolitoglossa.
Es endémica de Guatemala y su hábitat natural se conforma de los bosques subtropicales de pino y encino en el altiplano del suroeste y el sureste de Guatemala. Tiene una distribución altitudinal que oscila entre 1300 hasta 3000 m s. n. m. Se puede encontrar por debajo de troncos, bajo la corteza de troncos caídos, o en bromelias. 
La especie está levemente amenazada por destrucción de hábitat.